# أورلاندو بيتس
أورلاندو بيتس (بالإنجليزية: Orlando Bates)‏ هو دراج باربادوسي، ولد في 11 يناير 1950.

## وصلات خارجية
- أورلاندو بيتس على موقع أرشيف الدراجات (الإنجليزية)
- أورلاندو بيتس على موقع إحصائيات الدراجات الإحترافية (الإنجليزية)
- أورلاندو بيتس على موقع أوليمبيديا (الإنجليزية)